# 末松正博
末松 正博（すえまつ まさひろ、1956年1月2日 - ）は、日本の漫画家。血液型A型。

## 来歴
日本大学法学部卒業後いったん就職して、1984年にデビューした。1985年より連載を開始した『右曲がりのダンディー』は、大手広告代理店勤務のエリートサラリーマンを主人公に、バブル期の流行や世相を積極的に取り入れ、時代を象徴する作品として好評を博し、1989年には映画化された。

## 作風
スタイリッシュな絵柄とテンポのよいギャグが特徴のコメディ作品を得意とする。また芸能プロダクションを舞台にした『1973 KHIMAIRA』のように全編シリアスなハードボイルド調の作品や、硬軟を巧みに織り交ぜた探偵もの『勝手にしやがれ』のような作品も手がけている。
初期の絵柄は、江口寿史の作品から直接トレースしたような表現を用いることがあった。江口本人に名指しで批判されたことがある。菓子折りを持って仕事場に謝罪に来たと江口は後に述べている。

## 作品一覧
- 右曲がりのダンディー - 講談社『モーニング』掲載。全9巻[6]
- 奥様ご用心! - 双葉社『漫画アクション』連載。
- 勝手にしやがれ - スコラ『コミックバーガー』連載。
- 1973 KHIMAIRA - 双葉社『漫画アクション』連載。
- エイトマン（原案：平井和正、桑田二郎） - 徳間書店『月刊マンガボーイズ』連載。
- 奥様火の用心! - 双葉社『漫画アクション』連載
- 殿様ルーキー - 集英社『MANGAオールマン』連載
- Ah!soですね - 講談社『ミスターマガジン』連載。
- The big boss（原作：KOZO） - 講談社『モーニング』連載。
- ザ・ビッグマン - 実業之日本社『週刊漫画サンデー』連載。
- ぎゃる侍（原作：山口白桐） - 角川春樹事務所『Popteen』連載。
- UNTOUCHABLE - 小学館『ビッグコミックスペリオール』連載。
- 右曲がりのダンディーリターンズ - 日本ジャーナル出版『週刊実話』連載。